# SKA-Chabarovsk
SKA-Chabarovsk (Russisch: Фк СКА-Хабаровск) is een Russische voetbalclub uit Chabarovsk, een stad nabij de Chinese grens met Mantsjoerije. Het is een van de grootste clubs van het Russische Verre Oosten. Rood en blauw zijn de traditionele kleuren van de club die in 1946 werd opgericht.

## Geschiedenis
Sinds 1957 doet de club mee in de voetbalcompetities van de Sovjet-Unie. De kwartfinale van de Beker van de Sovjet-Unie werd behaald in 1963. In het Sovjet-tijdperk was het behalen van de zesde plaats in 1980 in de Pervaja Liga het beste resultaat voor SKA.
In 2012/13 werden de play-offs behaald na een vierde plaats in de eindrangschikking van de FNL. SKA verloor over twee wedstrijden van FK Rostov en beleef daarmee op het tweede niveau actief. Een plaats op het hoogste niveau werd als nog afgedwongen in mei 2017, toen de club voor de eerste keer naar de Premjer-Liga promoveerde na via penalty's besliste promotie/degradatie-wedstrijden tegen FK Orenburg. Met slechts twee overwinningen en dertien punten in dertig wedstrijden degradeerde het als rode lantaarn terug naar de FNL.

## Afstanden en Europa
SKA-Chabarovsk speelt zijn thuiswedstrijden in Chabarovsk, een stad in het uiterste oosten van Rusland. De afstanden die de selectie moet afleggen zijn zeer groot. Bij voorkeur speelt SKA twee uitwedstrijden op rij in het westen van Rusland (waar vrijwel alle clubs spelen) om dit ongemak te verlichten. Chabarovsk ligt op bijna 9.200 kilometer van Moskou. Naast de afstand spelen ook de tijdzones een rol: Chabarovsk ligt in de Vladivostoktijd (UTC +10), terwijl de inwoners van Moskou in de tijdzone van +3 leven. Een negen uur durende vliegreis van Moskou naar Vladivostok wordt opeens een vliegreis van 16 uur (!) door de tijdzones. Voor spelers en staf is dit ongekend zwaar.
Grote vraag is dan ook of de UEFA toestemming zal geven voor het spelen van Europese bekerwedstrijden in Chabarovsk, mocht SKA zich hiervoor plaatsen.
De laatste ploeg die zulke afstanden moest afleggen voor wedstrijden in de Premjer-Liga was FK Loetsj uit Vladivostok. Dat is tevens de grootste rivaal van SKA, aangezien beide uit het Verre Oosten komen.

## Naamsveranderingen
- DKA voor 1953
- ODO 1954
- DO 1955–1956
- OSK 1957
- SKVO 1957–1959
- SKA 1960–1999
- SKA-Energija 1999-2015
- SKA-Chabarovsk' 2016-

## Bekende (ex-)spelers
- Konstantin Bazeljoek
- Aleksandr Dovbnya
- Viktor Fajzoelin
- Maksim Kazankov
- Roeslan Koryan
- Yevgeni Lutsenko
- Nathan Júnior
- Igor Udaly